# Lina Sandell
Carolina (Lina) Vilhelmina Sandell, gift Berg (født 3. oktober 1832 i Fröderyd i Småland, Sverige, død 26. juli 1903 i Stockholm) var en svensk digter, teolog, forfatterinde og salmeforfatter. Lina Sandell skrev oftest under signaturen L.S., sit pigenavn, mandens efternavn, eller disse navne i forskellige kombinationer.
Lina Sandell var redaktør ved manden Carl Oscar Bergs forlag i Stockholm. Hun skrev først og fremmest tekster til brug i søndagsskolen. Hun udgav Berättelser för söndagsskolan (1870-1874), Samlade sånger (2 bind, 1882-1885), kalenderen Korsblomman (1865- 1902) og en mængde oversættelser. Fra 1889 var hun redaktør for et religiøst tidsskrift. Hun skrev over 1.700 digte, bl.a. Tryggere kan ingen vara (Ingen er så tryg i fare), Blott en dag (Kun én dag, ét øjeblik ad gangen) og Jag kan icke räkna dem alla (Jeg kan ikke tælle dem alle).
Lina Sandell Berg døde i 1903. På gravstenen på Solna kirkegård i Stockholm står hendes egne ord: «Tryggare kan ingen vara än Guds lilla barnaskara».
I hendes barndomshjem, Fröderyds prästgård, findes et lille museum, Lina Sandell-gården, og uden for gården, under et 300 år gammelt asketræ, hvor hun sad, mens hun skrev, står Axel Wallenbergs statue af hende.
Der er i de danske vækkelsesbevægelser en stærk tradition for at synge Sandells sange, især i Luthersk Mission. Der er 80 Sandell-sange (plus 10 af hendes oversættelser)  i Sange og Salmer, som Indre Mission, Luthersk Mission, Evangelisk Luthersk Missionsforening og Kristeligt Forbund for Studerende gik sammen om at udgive i 2013 . Enkelte sange er kendt af den danske befolkning. Kun Ingen er så tryg i fare er medtaget i Den Danske Salmebog
Der er udgivet mange plader med Sandell salmer. En af de mere kendte er Carolas album Blott en dag fra 1998 udgivet af det norske pladeselskab Kirkelig Kulturverksted.

## Salmer af Lina Sandell

### A-D
- Ack Herre Jesus, var oss nära i Sionstoner 1889 som nr. 103
- Ack, kände du, Herre, den darrande hand i Sionstoner 1889 som nr. 152
- Ack salig, ack salig den själen, som tror i Sionstoner 1889 som nr. 196
- Aldrig är jag utan fara i Sionstoner 1889 som nr. 243
- Alla Herrens vägar äro i Sionstoner 1889 som nr. 261 = Alla Herrens vägar äro Godhet, sanning, trofasthet, Svensk söndagsskolsångbok 1908 som nr. 215, Svenska Missionsförbundets sångbok 1920 som nr. 322 och Frälsningsarméns sångbok 1990 som nr. 530
- Amen sjunge var tunga! i Svenska Missionsförbundets sångbok 1920#55|Svenska Missionsförbundets sångbok 1920 som nr. 779 under rubrikken "X. Slutsånger. Psalmerna nr. 766 – 782.". Psalm och Sång 1929/31 som nr. 280. Översättning från danskan av Hans Adolph Brorsons text.
- Bergen må vika och högarna falla i Svensk söndagsskolsångbok 1908 som nr. 196 och Sionstoner 1889 som nr. 671
Dansk: Klipper og bjerge engang skal bortvige
- Bevara mitt hjärta, o Herre i Sionstoner 1889 som nr. 202
- Bida blott, bida blott i Sionstoner 1889 som nr. 326, Psalm och Sång 1929/31 som nr. 234
- Bliv i Jesus, vill du bära frukt i Sionstoner 1889 som nr. 236
Dansk: Bliv i Jesus, vil du bære frugt!
- Blott en dag i Sionstoner 1889 som nr. 249
Dansk: Kun én dag, ét øjeblik ad gangen
- Blyges du för Herren Jesus i Sionstoner 1889 som nr. 266, och Svensk söndagsskolsångbok 1908 som nr. 180
- Bor Kristus genom tron uti mitt hjärta i Sionstoner 1889 som nr. 667 och Svenska Missionsförbundets sångbok 1920 som nr. 330
- Bred dina vida vingar i Sionstoner 1889 som nr. 391, Psalm och Sång 1929/31 som nr. 265
Dansk: Bred dine nådes-vinger
- De fly, våra år i Svensk söndagsskolsångbok 1908 som nr. 280, Svenska Missionsförbundets sångbok 1920 som nr. 704 och Lova Herren|Lova Herren 1987 som nr. 128. Diktad 1882.
- Den gröna jord är ung på nytt i Sionstoner 1889 som nr. 756
- Den port är trång och smal den stig i Sionstoner 1889 som nr. 138 och Svensk söndagsskolsångbok 1908 som nr. 118
- Den Sonen haver, haver livet|Den Sonen haver, Han haver livet i Sionstoner 1889 som nr. 647
- Deruppe ingen död skall vara i Sångbok för Söndagsskolan 1962 som nr. 228
- Det blir något i himlen i Herde-Rösten 1892 som nr. 159 och Svensk söndagsskolsångbok 1908 som nr. 339
- Det dyra namnet Jesus i Sionstoner 1889 som nr. 64 , Svenska Missionsförbundets sångbok 1920 som nr. 106 och Lova Herren|Lova Herren 1987 som nr. 36. Diktad 1877.
- Det givs en tid för andra tider i Sionstoner 1889 som nr. 636
- Dig, Herre Gud, är ingen i Sionstoner 1889 som nr. 18
- Ditt ord, o Jesus, skall bestå i Sionstoner 1889 som nr. 303
- Ditt rike, Kristus, skall bestå i Psalm och Sång 1929/31 nr. 146
- Du bjuder mig så huld, o Jesus kär i Sionstoner 1889 som nr. 111
- Du sanna vinträd, Jesus kär i Svensk söndagsskolsångbok 1908 som nr. 135 och Svenska Missionsförbundets sångbok 1920 som nr. 68
- Du, som din skatt på jorden eger i Herde-Rösten 1892 som nr. 260 med titeln "Hvad har du i himmelen?"
- Du ömma fadershjärta i Sionstoner 1889 som nr. 663

### E-H
- En korsfäst konung höves i Sionstoner 1889 som nr. 252
- En liten stund med Jesus i Sionstoner 1889 som nr. 216, Svensk söndagsskolsångbok 1908 som nr. 302, Svenska Missionsförbundets sångbok 1920 som nr. 351, Psalm 326-700 i 1986 års psalmbok|1986 års psalmbok som nr. 207 och i Psalm och Sång 1929/31 nr. 232. Översatt 1879.
Dansk: En stille stund hos Jesus/En liden stund hos Jesus
- Fattig men dock rik i Sionstoner 1889 som nr. 194
Dansk: O Jesus, åben du mit øje[2]
- Framåt i Jesu namn i Sionstoner 1889 som nr. 272 och Svensk söndagsskolsångbok 1908 som nr. 304
- Från när och fjärran höra vi i Sionstoner 1889 som nr. 96
- För intet, för intet jag undfått Guds nåd i Sionstoner 1889 som nr. 154
- Förbi är ljuvlig sommar och vinter i Svensk söndagsskolsångbok 1908 som nr. 285
- Förrän vår sammankomst är slut i Sionstoner 1889 som nr. 792
- Ge oss än en stund av nåd i Svenska Missionsförbundets sångbok 1920 som nr. 536. Verbums psalmbokstillägg 2003 som nr. 722. Ursprungligen Giv oss än en nådestund. Skriven 1877 senare lätt bearbetad.
- Giv oss den frid i Sionstoner 1889 som nr. 719
- Giv din ungdomsdag åt Jesus i Sionstoner 1889 som nr. 768, (Svensk söndagsskolsångbok 1908 som nr. 120, Svenska Missionsförbundets sångbok 1920 som nr. 578. Bearbetat medeltidssång
- Giv mig den frid i Svensk söndagsskolsångbok 1908 som nr. 792 = Giv mig den frid som du, o Jesus, giver Svensk söndagsskolsångbok 1908 som nr. 308, Svenska Missionsförbundets sångbok 1920 som nr. 779 Översatt text till svenska
- Giv oss en pingstdag (Sionstoner 1912 nr. 93)
- Giv oss än en nådestund (Svensk Söndagsskolsångbok 1908 nr. 101, Sionstoner 1912 nr. 104) se ovan Ge oss än en stund av nåd
- Gud har bestämt envar, som tror (SMF 1920 nr. 300, Psalm och Sång 1929/31 nr. 192)
Dansk: Gud har bestemt enhver, som tror
- Guds rikes sommar (Sionstoner nr. 308)
- Göm mig, Jesus, vid ditt hjärta (SMF 1920 nr. 401 v. 3). De bägge andra verserna av Eric Bergqvist
- Gör det lilla du kan (Svensk Söndagsskolsångbok 1908 nr. 299, Sionstoner 1912 nr. 269, SMF 1920 nr. 561, Psalm och Sång 1929/31 nr. 155)
Dansk: Gør det lidet, du kan
- Har du frid? o själ besinna (Sionstoner 1912 nr. 122)
- Har du mod att följa Jesus (Herde-Rösten 1892 nr. 328, Sionstoner 1912 nr. 124, SMF 1920 nr. 195)
Dansk: Har du mod at følge Jesus?
- Har du till Jesus kommit (Svensk Söndagsskolsångbok 1908 nr. 176, Sionstoner 1912 nr. 270)
- Har jag dig, o Jesus, blott (Sionstoner 1912 nr. 246)
- Hav tack, du käre Herre (Sionstoner 1912 nr. 393, SMF 1920 nr. 360) översatt originaltext författad av signaturen D. D.
- Hela vägen vill han vara 1889 (Sionstoner 1912 nr. 330, Lova Herren nr. 142)
- Helge Ande ljuva (Sionstoner 1908 nr. 605)
- Hemma, hemma få vi vila (Svensk Söndagsskolsångbok 1908 nr. 307, Sionstoner 1912 nr. 349, SMF 1920 nr. 455)
- Herre, du som allting leder (Svensk Söndagsskolsångbok 1908 nr. 146)
- Herre, för allt gott du ger (Sionstoner 1912 nr. 211)
- Herre, fördölj ej ditt ansikte för mig (Sionstoner 1912 nr. 323, SMF 1920 nr. 386)
- Herre, gör mig stilla (Svensk Söndagsskolsångbok 1908 nr. 142, Sionstoner 1912 nr. 267)
- Herre jag beder (Svensk Söndagsskolsångbok 1908 nr. 144, Sionstoner nr. 150) (SMF 1920 nr. 568)
- Herre, låt ingenting binda de vingar (Sionstoner 1908 nr. 626, SMF 1920 nr. 373, Psalm och Sång 1929/31 nr. 224)
- Herre, med kraft ifrån höjden bekläd mig (1986 nr. 276, Psalm och Sång 1929/31 nr. 225) skriven 1859
- Herre, mitt hjärta (Svensk Söndagsskolsångbok 1908 nr. 145, Sionstoner 1912 nr. 225, SMF 1920 nr. 382)
- Herre, samla oss nu alla (Svensk Söndagsskolsångbok 1908 nr. 100, Sionstoner 1912 nr. 243, SMF 1920 nr. 532, 1986 nr. 81, Psalm och Sång 1929/31 nr. 9) skriven 1872
Dansk: Herre Jesus, saml os alle
- Herre, se du i nåd (Sionstoner 1912 nr. 293)
- Herre, tänk på alla sjuka (Sionstoner 1908 nr. 787)
- Herrens nåd är var morgon ny (Svensk Söndagsskolsångbok 1908 nr. 267, Sionstoner 1912 nr. 260, SMF 1920 nr. 664, EFS-tillägget nr. 745, Psalm och Sång 1929/31 nr. 259) skriven, eller tryckt, 1874
- Himlens fåglar hava sina nästen (SMF 1920 nr. 290)
- Hjälplös i mig själv (SMF 1920 nr. 379)
- Hjälp mig, o Jesus, att gömma de orden (SMF nr. 320 v. 3, v. 1-2 Bergen, de fasta av Joël Blomqvist)
- Hos Gud är idel glädje (Svensk Söndagsskolsångbok 1908 nr. 301, Sionstoner 1912 nr. 375, SMF 1920 nr. 349, EFS-tillägget nr. 799, Psalm och Sång 1929/31 nr. 235). Översättning av Johan Nordahl Bruns text 1872.
- Hur saligt att få vila (Sionstoner 1912 nr. 183)
- Hur än de skiftar mina år på jorden 1873 (Lova Herren nr. 139)
- Här komma vi nu åter på dina egna ord (Sionstoner 1908 nr. 625)
- Här samlas vi omkring ditt ord (Svensk Söndagsskolsångbok 1908 nr. 99, Sionstoner 1912 nr. 107)
Dansk: Her samles vi omkring dit ord
- Högt i världen må det höras (Sionstoner 1912 nr. 428)

### I-L
- I den ljusa morgonstunden (SMF 1920 nr. 575)
- I den sena midnattsstunden (SMF 1920 nr. 199) översatt A. C. Coxe' engelska text till svenska
- I ditt dyra namn, o Jesus (SMF 1920 nr. 699)
- I Galileens sköna bygd (Svensk Söndagsskolsångbok 1908 nr. 40)
- I livets vår hur skönt att få (Svensk Söndagsskolsångbok 1908 nr. 172, Sionstoner 1912 nr. 144, SMF 1920 nr. 584)
- Jag behöver dig, o Jesus (Sionstoner 1912 nr. 148)
Dansk: Jeg behøver dig, o Jesus
- Jag drömde om lycka (Sionstoner 1912 nr. 147)
- Jag har en krona att förlora (Sionstoner 1912 nr. 237)
- Jag har en vän (Sionstoner 1908 nr. 665, SMF 1920 nr. 261)
- Jag har en trofast Fader (Sionstoner 1912 nr. 13)
- Jag kan icke räkna dem alla (Svensk Söndagsskolsångbok 1908 nr. 6, SMF 1920 nr. 27, 1986 nr. 260, Psalm och Sång 1929/31 nr. 26) skriven 1883
Dansk: Jeg kan ikke tælle dem alle
- Jag kastar det allt på Jesus (Sionstoner 1912 nr. 231)
- Jag sökte ro i världen (Sionstoner 1912 nr. 146)
- Jag vet en källa (SMF 1920 nr. 345)
Dansk: Jeg ved en kilde
- Jag vet ett namn så dyrt och kärt (Svensk Söndagsskolsångbok 1908 nr. 37, Sionstoner 1912 nr. 66, SMF 1920 nr. 103, Lova Herren nr. 33) översatte 1862 Frederik Whitfields text från 1855 till svenska
- Jag vet icke, vad mig skall möta 1872 (Sionstoner 1912 nr. 404, Lova Herren nr. 138)
- Jag vill sjunga en sång (Svensk Söndagsskolsångbok 1908 nr. 257, Sionstoner 1912 nr. 364, SMF 1920 nr. 755) översatt Ellen Gates' text
- Jag älskar dig, Jesus (Segertoner 1988 nr. 355)
- Jag är ej hemma här (Sionstoner 1912 nr. 318)
- Jag är ej mer min egen (Svensk Söndagsskolsångbok 1908 nr. 188, Sionstoner 1912 nr. 209)
Dansk: Jeg er ej mer' min egen
- Jag är en gäst och främling (Herde-Rösten 1892 nr. 242, Sionstoner 1912 nr. 311, SMF 1920 nr. 424, 1986 nr. 322, Psalm och Sång 1929/31 nr. 236) skriven, eller tryckt, 1868
- Jag är en pilgrim (Svensk Söndagsskolsångbok 1908 nr. 256, Sionstoner 1912 nr. 313, SMF 1920 nr. 439, Psalm och Sång 1929/31 nr. 23) Översättning från engelska av Th. R. Taylors text.
- Jerusalem, Jerusalem, som ovantill är byggt (SMF 1920 nr. 425)
- Jesus, du mitt fasta slott (Sionstoner 1912 nr. 160)
- Jesus, du mitt hjärtas längtan (Sandell) (Sionstoner 1912 nr. 177) → Finns på Wikisource
- Jesus för världen givit sitt liv (Svensk Söndagsskolsångbok 1908 nr. 166, Sionstoner 1912 nr. 41, Psalm och Sång 1929/31 nr. 57) (1986 nr. 45, Lova Herren nr. 51) skriven 1888
Dansk: Jesus for verden hengav sit liv
- Jesus, gör mig liten, ringa (Svensk Söndagsskolsångbok 1908 nr. 138, Sionstoner 1912 nr. 245)
- Jesus, hjälp mig vandra (Svensk Söndagsskolsångbok 1908 nr. 178, Sionstoner 1912 nr. 235)
- Jesus, håll mig blott vid ordet (SMF 1920 nr. 182)
- Jesus kär, var mig när (Svensk Söndagsskolsångbok 1908 nr. 266, Sionstoner 1912 nr. 203, 1986 nr. 184, Psalm och Sång 1929/31 nr. 274) skriven 1889
- Jesus, livets källa (Sionstoner 1912 nr. 77)
- Jesus, låt din rädda duva (Herde-Rösten 1892 nr. 312, Sionstoner 1912 nr. 312, SMF 1920 nr. 380)
Dansk: Jesus, lad din bange due
- Jesus, som farit dit upp till Guds himmel (Svensk Söndagsskolsångbok 1908 nr. 59, Sionstoner 1912 nr. 48)
- Jesus, öppna du vårt öra (Sionstoner 1912 nr. 106)
- Julen nu åter är inne 1888 (Sionstoner 1912 nr. 28, Lova Herren nr. 116)
- Kan du giva ditt hjärta för tidigt åt Gud (Svensk Söndagsskolsångbok 1908 nr. 121, Sionstoner 1908 nr. 772, SMF 1920 nr. 574)
- Kom i din ungdoms dagar (SMF 1920 nr. 582)
- Kom till Jesus, du, som går (Sionstoner 1912 nr. 136)
- Lever du det nya livet (Herde-Rösten 1892 nr. 168, Sionstoner 1908 nr. 646, SMF 1920 nr. 237)
Dansk: Lever du mon Kristus-livet
- Lev för Jesus, intet annat (Svensk Söndagsskolsångbok 1908 nr. 181, Sionstoner 1908 nr. 707, SMF 1920 nr. 572, 1986 nr. 279, Psalm och Sång 1929/31 nr. 153) skriven 1873
Dansk: Lev for Jesus! Det er livet
- Låt ditt ansikte gå för oss 1866 (Sionstoner 1908 nr. 405, Lova Herren nr. 137)
- Låt mig börja med dig (Svensk Söndagsskolsångbok 1908 nr. 279, SMF 1920 nr. 703, 1986 nr. 196, Lova Herren nr. 130) skriven 1875
Dansk: At begynde med dig
- Låtom oss sjunga (Svensk Söndagsskolsångbok 1908 nr. 154, Sionstoner 1912 nr. 2, SMF 1920 nr. 410)

### M-P
- Medan allting ler och blommar (SMF 1920 nr. 576)
- Min brudgum så kär (Sionstoner 1912 nr. 72)
- Min enda fromhet inför Gud (Sionstoner 1912 nr. 163)
- Min omsorg, Herre vare den 1866 (Sionstoner 1908 nr. 673, SMF 1920 nr. 39, Lova Herren nr. 27)
- Min sång skall bli om Jesus (FA nr. 509) översatt 1878
- Mitt hjärta gör mig ständigt ve (Sionstoner 1912 nr. 198)
- Mäktig är Herren (Svensk Söndagsskolsångbok 1908 nr. 4, Sionstoner 1912 nr. 6)
- Natt och mörker ha försvunnit (Sionstoner 1908 nr. 593)
- Nu låter jag sorgen fara (Sionstoner 1912 nr. 247)
- Nu vill jag sjunga om modersvingen (Sionstoner 1908 nr. 679) Modersvingen (Lova Herren nr. 538)
- Nu är det pingst (SMF 1920 nr. 158)
- När mitt hjärta fruktar sig (Sionstoner 1908 nr. 608, SMF 1920 nr. 166)
- När dagens hetta svalkas (Sionstoner 1912 nr. 389)
- När ett vänligt solsken sprider (SMF 1920 nr. 72)
- När hela jorden sover (Sionstoner 1912 nr. 392)
- När mitt hjärta fruktar sig 1872 (Lova Herren nr. 82)
- Närmare, o Jesus Krist till dig (Herde-Rösten 1892 nr. 448, Sionstoner 1912 nr. 337, SMF 1920 nr. 376, Psalm och Sång 1929/31 nr. 206)
- O att den elden redan brunne (Svensk Söndagsskolsångbok 1908 nr. 63, Sionstoner 1912 nr. 95, SMF 1920 nr. 165, Lova Herren nr. 83, i Psalm och Sång 1929/31 nr. 72.) översatte 1861 George Friedrich Fickerts text från 1812
- O du ärans konung 1864 (Sionstoner 1912 nr. 418, SMF 1920 nr. 49, Lova Herren nr. 94). Troligen en text av Joachim Neander från 1680.
- O, Herre, Herre, led du varje steg (Sionstoner 1912 nr. 262)
- O Herre, låt din Andes vindar blåsa (SMF 1920 nr. 196)
- O Herre, när hjälplös i vaggan jag låg (Svensk Söndagsskolsångbok 1908 nr. 86, Sionstoner1908 nr. 621)
- O Herre, över allting stor
- O, hur kärleksfull, hur vänlig (Svensk Söndagsskolsångbok 1908 nr. 185, Sionstoner 1912 nr. 276, SMF 1920 nr. 287)
- O, jag längtar min Gud, till dig (Sionstoner 1912 nr. 320)
- O Jesus, ditt namn är ett fäste i nöden 1858 (Sionstoner 1908 nr. 598, SMF 1920 nr. 105, Lova Herren nr. 34)
- O Jesus, ditt namn är min borg och mitt fäste 1859 (Sionstoner 1912 nr. 68, Lova Herren nr. 41)
- O Jesus, i ditt dyra namn vi börja 1865 (Sionstoner 19098 nr. 757, Lova Herren nr. 136)
- O Jesus kär, Min salighetsklippa 1858 (Svensk Söndagsskolsångbok 1908 nr. 213, Sionstoner 1912 nr. 69, SMF 1920 nr. 375)
- O Jesus kär, Mitt liv du är (Sionstoner 1912 nr. 70)
- O Jesus, när jag tänker på (Svensk Söndagsskolsångbok 1908 nr. 237)
- O Jesus, sköt du min om min själ (Sionstoner 1908 nr. 696, översättning från danskan)
- O Jesus, tag vård om min tunga (Svensk Söndagsskolsångbok 1908 nr. 143, Sionstoner 1912 nr. 271, SMF 1920 nr. 294)
- O, låtom oss av hjärtat nu lova Gud med fröjd (Sionstoner 1912 nr. 422)
- O min Jesu, vilken kärlek 1879, (Lova Herren nr. 66)
- O, må Jesussången klinga (Sionstoner 1912 nr. 3)
- O, må vi Herrens godhet högt beprisa 1889 (Sionstoner 1912 nr. 7, Lova Herren nr. 19)
- O, sök ej hjälp hos andra (Svensk Söndagsskolsångbok 1908 nr. 201, Sionstoner 1912 nr. 15)
- O vad är väl all fröjd på jorden (Sionstoner 1912 nr. 176) ( SMF 1920 nr. 260, Nya psalmer nr. 590, EFS-tillägget 1986 nr. 769, Lova Herren nr. 29)
- Om dagen vid mitt arbete 1861 (Sionstoner 1912 nr. 210) (SMF 1920 nr. 354)
Dansk: Om dagen ved min gerning
- Om han komme i dag (Sionstoner 1912 nr. 120, SMF 1920 nr. 732, Psalm och Sång 1929/31 nr. 77)
- Pilgrim, säg mig, var är graven 1859 (Lova Herren nr. 195) översatt Nicolai Frederik Severin Grundtvigs text från 1832
- Pris och ära vare herren (Sionstoner 1912 nr. 90)
- Pris ske dig, Herre (Sionstoner 1912 nr. 575, SMF 1920 nr. 5, Lova Herren nr. 9) Sandell översatte 1877 Joachim Neanders text från1680. Möjligen en variant av översättningen till Herren, vår Gud, är en konung
- Pris vare dig, o Jesus huld (Svensk Söndagsskolsångbok 1908 nr. 83, Sionstoner 1908 nr. 614, SMF 1920 nr. 178)
- På gröna ängar, till lugna vatten (Sionstoner 1912 nr. 190)

### R-T
- Re'n bådar morgonstjärnan i Sionstoner 1889 som nr. 306 och Svensk söndagsskolsångbok 1908 som nr. 242. Översatt text av Samuel Francis Smith
- Samla dem alla i Svenska Missionsförbundets sångbok 1920 som nr. 595
- Samla oss, Jesus, nu i ditt namn i Svenska Missionsförbundets sångbok 1920 som nr. 535
- Samme Jesus, samme Jesus i Herde-Rösten 1892 som nr. 256
Dansk: Samme Jesus, samme Jesus
- Se till mig i nåd i Sionstoner 1889 som nr. 698
- Se, vi gå uppåt, till Jerusalem i Sionstoner 1889 som nr. 731 och Svenska Missionsförbundets sångbok 1920 som nr. 465
Dansk: Se, vi går opad til Jerusalem
- Se, öppen står Guds fadersfamn i Svenska Missionsförbundets sångbok 1920 som nr. 185
- Skall du komma till det rum i Svenska Missionsförbundets sångbok 1920 som nr. 211
- Skulle jag ej vara glad i Sionstoner 1889 som nr. 333
- Skynda fort, skynda fort i Sionstoner 1889 som nr. 128
- Sköna sabbatsmorgon i Sionstoner 1889 som nr. 394 = Sköna söndagsmorgon i Svenska Missionsförbundets sångbok 1920 som nr. 521
- Som Guds Israel i forna tider i Lova Herren|Lova Herren 1987 som nr. 23
- Stilla, ja allt mer stilla i Sionstoner 1889 som nr. 233 Ursprungligen publicerad i Budbäraren
- Stilla, o stilla, Hvila i Jesu frid i Sionstoner 1889 som nr. 234
- Stor och härlig var den dagen i Svensk söndagsskolsångbok 1908 som nr. 58, Svenska Missionsförbundets sångbok 1920 som nr. 154 och Lova Herren|Lova Herren 1987 som nr. 202. Diktad 1881.§
- Så glänsande vitt ett täcke av snö i Sionstoner 1889 som nr. 402
- Så länge det är dag i Svenska Missionsförbundets sångbok 1920 som nr. 183
- Så mörk är ej natt, så hård är ej nöd i Sionstoner 1889 som nr. 226
- Så älskar Gud i Sionstoner 1889 som nr. 576
- Tack för ditt nådesord i Lova Herren|Lova Herren 1987 som nr. 223
- Tack, o Jesus, för det rika bordet i Sionstoner 1889 som nr. 108
- Tiden är så kort i Sionstoner 1889 som nr. 279
- Till det höga i Sionstoner 1889 som nr. 726, Svenska Missionsförbundets sångbok 1920 som nr. 422 översatt Hans Adolf Brorsons text
- Tillkomme ditt rike i Sionstoner 1889 som nr. 292, Svensk söndagsskolsångbok 1908 som nr. 235, Svenska Missionsförbundets sångbok 1920 som nr. 485, Psalm och Sång 1929/31 nr. 167 och Psalm 326-700 i 1986 års psalmbok|1986 års psalmbok som nr. 100. Skriven 1870.
- Till verksamhet för Kristi skull i Svenska Missionsförbundets sångbok 1920 som nr. 559
- Tryggare kan ingen vara i Sionstoner 1889 som nr. 15, Svensk söndagsskolsångbok 1908 som nr. 194, Svenska Missionsförbundets sångbok 1920 som nr. 326 och Psalm 326-700 i 1986 års psalmbok|1986 års psalmbok som nr. 248, i Psalm och Sång 1929/31 som nr. 130. Skriven omkring 1850 och bearbetad 1855
Dansk: Ingen er så tryg i fare
- Tusen, tusen själar sucka i Svenska Missionsförbundets sångbok 1920 som nr. 607
- Tusen, tusen stjärnor glimma i Sionstoner 1889 som nr. 282, Svensk söndagsskolsångbok 1908 som nr. 272 och Svenska Missionsförbundets sångbok 1920 som nr. 681
- Tänk på ditt Israel i Svenska Missionsförbundets sångbok 1920 som nr. 611

### U-Ö
- Ungdom, som går ut i världen i Sångbok för Söndagsskolan 1962 som nr. 172 under rubrikken "Kallelse- och väckelsesånger"
- Uppslukad i segern är döden förvisst i Lova Herren|Lova Herren 1987 som nr. 198 under rubrikken "Påsk". Diktad 1864.
- Vad det är gott, o Jesus i Sionstoner 1889 som nr. 168
- Vad du vill jag skall försaka i Sionstoner 1889 som nr. 264
- Vad säger de flyende timmarna mig i Lova Herren|Lova Herren 1987 som nr. 131 diktad 1864-1866
Dansk: Hvad siger de flygtende timer mig vel?
- Vad är den kraft i Sionstoner 1889 som nr. 99, Svensk söndagsskolsångbok 1908#17|Svensk söndagsskolsångbok 1908 som nr. 215 under rubrikken "XVII Guds barns trygghet" och Svenska Missionsförbundets sångbok 1920#14|Svenska Missionsförbundets sångbok 1920 som nr. 174 under rubrikken "B. Guds ord 171-184". Översatt Ernst Moritz Arndts text
- Vad är vårt liv i Lova Herren|Lova Herren 1987 som nr. 133 diktad 1865
- Vak upp, vak upp, hör upp i Svenska Missionsförbundets sångbok 1920#15|Svenska Missionsförbundets sångbok 1920 som nr. 190 under rubrikken "C. Kallelse och väckelse 185-225" alt. Vak upp, vak upp, hör på i Sionstoner 1889 som nr. 125
- Var kärleksfull i hemmet i Svensk söndagsskolsångbok 1908#16|Svensk söndagsskolsångbok 1908 som nr. 175 under rubrikken "XVI Jesu efterföljelse"
- Var och en har fått i Sionstoner 1889 som nr. 268
- Var är ve? var är sorg i Svenska Missionsförbundets sångbok 1920#50|Svenska Missionsförbundets sångbok 1920 som nr. 724 under rubrikken "VIII. Nykterhet. Psalmerna nr. 721 – 726"
- Var är du? i Sionstoner 1889 som nr. 127 och Svenska Missionsförbundets sångbok 1920#15|Svenska Missionsförbundets sångbok 1920 som nr. 202 under rubrikken "C. Kallelse och väckelse 185-225"
- Var är en kristens fosterland i Svenska Missionsförbundets sångbok 1920#25|Svenska Missionsförbundets sångbok 1920 som nr. 482 under rubrikken "G. Hemlandssånger 422-483", i Psalm och Sång 1929/31 nr. 241 under rubrikken Hemlängtan och evighetshopp). Översättning från engelska av Arthur Penhryns Stanlys text.
- Vem klappar så sakta i aftonens frid i Sionstoner 1889 som nr. 132 och Svenska Missionsförbundets sångbok 1920#15|Svenska Missionsförbundets sångbok 1920 som nr. 198 under rubrikken "C. Kallelse och väckelse 185-225"
- Vem älskar som en moder? i Svensk söndagsskolsångbok 1908#19|Svensk söndagsskolsångbok 1908 som nr. 222 under rubrikken "XIX Barndomen"
- Vi sökte väl ro i Sångbok för Söndagsskolan 1962 som nr. 173 under rubrikken "Kallelse= och väckelsesånger"
- Vid Jesu hjärta, där är lugnt i Sionstoner 1889 som nr. 179 och Svenska Missionsförbundets sångbok 1920#17|Svenska Missionsförbundets sångbok 1920 som nr. 251 under rubrikken "E. Trosvisshet 243-271"
- Vilken härlig syn i Svenska Missionsförbundets sångbok 1920#52|Svenska Missionsförbundets sångbok 1920 som nr. 730 under rubrikken "A. Kristi återkomst 727-738"
- Vill du gå med till Jesus i Sionstoner 1889 som nr. 135
- Vårsol blickar vänligt ner i Sionstoner 1889 som nr. 397
- Välj du åt mig den väg i Sionstoner 1889 som nr. 263
Dansk: Vælg du for mig den vej
- Välsignad min trofaste Herre och Gud i Sionstoner 1889 som nr. 158
- Yngling, som går ut i världen i Sionstoner 1889 som nr. 411 och Svensk söndagsskolsångbok 1908#11|Svensk söndagsskolsångbok 1908 som nr. 84 under rubrikken "XI Guds ord"
- Är det ringa kall att tjäna i Sionstoner 1889 som nr. 265
Dansk: Er det ringe kår at tjene/For at tjene, ikke tjenes
- Är det sant att Jesus är min broder i Svenska Missionsförbundets sångbok 1920#17|Svenska Missionsförbundets sångbok 1920 som nr. 254 under rubrikken "E. Trosvisshet 243-271"
Dansk: Er det sandt, at Jesus er min broder
- Är det ödsligt och mörkt och kallt i Sionstoner 1889 som nr. 130